# Percy Whitlock
Percy William Whitlock  (* 1. Juni 1903 in Chatham, Kent; † 1. Mai 1946 in Bournemouth) war ein britischer Komponist und Organist.

## Leben
Percy Whitlock studierte am Londoner Royal College of Music unter anderem bei Charles Villiers Stanford und Ralph Vaughan Williams. Von 1922 bis 1930 war Whitlock Assistant Organist an der Kathedrale von Rochester, Kent und zusätzlich (von 1924 bis 1928) Organist und Choir Master an der St. Mary’s Church in Chatham. 1930 wurde er Director of Music an der anglikanischen Kirche St. Stephen’s in Bournemouth und übernahm zwei Jahre später (zunächst nebenberuflich, ab 1935 dann hauptberuflich) die Position als Borough Organist am Pavilion Theatre. Dort arbeitete er regelmäßig mit dem Bournemouth Municipal Orchestra zusammen und spielte zwischen 1933 und 1946 zahlreiche Rundfunkübertragungen für die BBC. Whitlock veröffentlichte zahlreiche Kompositionen für Orgel solo und verschiedene Orchesterbesetzungen (häufig in Kombination mit Orgel), sowie weitere Werke und journalistische Beiträge unter dem Pseudonym „Kenneth Lark“. Darüber hinaus spielte er zahlreiche Orgelkonzerte in Großbritannien, in denen er sowohl als Interpret als auch als brillanter Improvisator hervortrat. Whitlocks Musik kombiniert stilistische Elemente seines Lehrers Vaughan Williams mit denen von Edward Elgar; seine harmonische Sprache spiegelt Einflüsse von George Gershwin und anderen beliebten Komponisten der 1920er Jahre wider, ebenso wie von Stanford, Roger Quilter und Sergei Rachmaninow.
1928 erkrankte Whitlock an Tuberkulose; zum Ende seines Lebens erblindete er. Sein früher Tod (wenige Wochen vor seinem 43. Geburtstag) beraubte die englische Musik um eine innovative und vielseitige Persönlichkeit. Für mehrere Jahrzehnte geriet seine Musik weitgehend in Vergessenheit, rückt aber seit den 1980er Jahren, insbesondere durch die Aktivitäten und Veröffentlichungen des 1983 gegründeten Percy Whitlock Trust, wieder zunehmend in das Interesse der Öffentlichkeit.

## Ausgewählte Werke

### Orgel
- Six Hymn Preludes (1923, 1944 revidiert)
- Five Short Pieces (1929)
- Two Fantasie Chorales (1931, 1933 revidiert)
- Four Extemporisations (1932–33)
- Seven Sketches on Verses from the Psalms (1934)
- Sonata in C minor (1935–36)
- Plymouth Suite (1937)
- Reflections: Three Quiet Pieces (1942–45)

### Orchester
- Carillon (1932)
- March: Dignity and Impudence (1932–33)
- Concert-Overture: The Feast of St. Benedict (1934)
- To Phoebe (1936)
- Symphony in G minor for organ and orchestra (1936–37)
- Poem (1937)
- Wessex Suite (1937)
- Balloon Ballet (1938)
- Holiday Suite (1938–39)
- Ballet of the Wood Creatures (1939)
- Prelude, Air and Fugue (1939)
- Peter's Tune (1939)
- Fanfare on the tune „Song of Agincourt“ (1940)
- Caprice (1941)

### Geistliche Chormusik
- O Gladsome Light (1917–18)
- Motet: The Saint whose praise today we sing (1923)
- Magnificat and Nunc Dimittis in G (1924)
- Jesu, grant me this, I pray (1924–28, revidiert 1945)
- Glorious In Heaven (1925)
- Communion Service in G (1927)
- Sing praise to God who reigns above (1928)
- Three Introits (1929)
- Magnificat and Nunc Dimittis in D (1930)
- Evening Cantata: Round me falls the night (1930)
- Magnificat and Nunc Dimittis (Plainsong, with alternate verses in Harmony) (1930)
- A Simple Communion Service (1930)
- Solemn Te Deum (1931)
- He is risen - Anthem for Eastertide (1932)
- Come, let us join our cheerful songs (1945)

## Ausgewählte Diskographie
- Percy Whitlock: Organ Sonata in C minor, Fantasie Choral No. 1, Five Short Pieces. John Scott/Organ of St. Paul’s Cathedral, London. London: Hyperion Records, 2004. 1 CD.
- Percy Whitlock: Holiday Suite, Music for Orchestra, Wessex Suite, The Feast of St. Benedict. Malcolm Riley (Organ), Gavin Sutherland/RTE Concert Orchestra. Hong Kong: Naxos, 2001. 1 CD.
- Percy Whitlock: Symphony in G minor for Organ and Orchestra (1936–37). Francis Jackson: Concerto for Organ, Strings, Timpani and Celeste Op. 64. Francis Jackson, Organist (Whitlock Symphony: York Minster; Jackson Concerto: Lyons Concert Hall, University of York). Jonathan Wainwright/University of York Orchestra. North Yorkshire: Amphion, 2000. 1 CD.
- The complete organ works of Percy Whitlock, Vol. 1. Graham Barber/Organ of Hull City Hall. Bedfordshire: Priory Records, 1996. 1 CD.
- The complete organ works of Percy Whitlock, Vol. 2. Graham Barber/Organ of Hereford Cathedral. Bedfordshire: Priory Records, 1997. 1 CD.
- The complete organ works of Percy Whitlock, Vol. 3. Graham Barber/Compton Organ of Downside Abbey. Bedfordshire: Priory Records, 1998. 1 CD.
- The choral music of Percy Whitlock. Choir of Rochester Cathedral, Roger Sayer (Director of Music), William Whitehead (Assistant Organist). Bedfordshire: Priory Records, 1996. 1 CD.

## Bibliographie
- Riley, Malcolm (2007): The Percy Whitlock Companion. Kent: The Percy Whitlock Trust.
- Riley, Malcolm (2003): Percy Whitlock: organist and composer (2. Aufl.). York: Ebor Press.

## Weblink
- Percy Whitlock Trust

| Personendaten    | Personendaten                                |
| ---------------- | -------------------------------------------- |
| NAME             | Whitlock, Percy                              |
| ALTERNATIVNAMEN  | Whitlock, Percy William (vollständiger Name) |
| KURZBESCHREIBUNG | britischer Komponist und Organist            |
| GEBURTSDATUM     | 1. Juni 1903                                 |
| GEBURTSORT       | Chatham, Kent                                |
| STERBEDATUM      | 1. Mai 1946                                  |
| STERBEORT        | Bournemouth                                  |